# Wilhelm Roscher

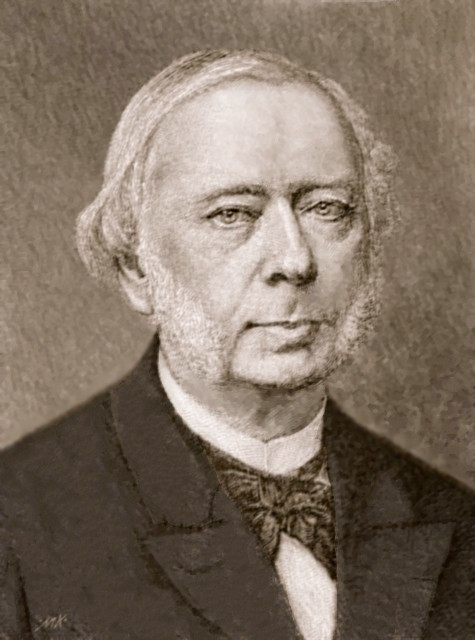
Wilhelm Roscher

Georg Friedrich Wilhelm Roscher (* 21. Oktober 1817 in Hannover; † 4. Juni 1894 in Leipzig) war ein deutscher Historiker und Ökonom. Er gilt als Begründer der älteren Historischen Schule der Nationalökonomie.

## Leben
Roscher entstammte einer hannoverschen Beamtenfamilie, deren Mitglieder seit Generationen im Militär- und Zivilbereich dienten. Sein Vater Conrad August Albrecht Roscher (* 5. Mai 1774 in Lüneburg; † 1. Juli 1827 in Hannover), war zuletzt Oberjustizrat im hannoverschen Justizministerium, starb aber bereits in Roschers neuntem Lebensjahr. Daher musste seine Mutter Julie Wilhelmine von Rudloff (* 21. Juni 1786; † 7. Juni 1857 in Leipzig) sich um die Erziehung der fünf noch minderjährigen Kinder der Familie kümmern. Er besuchte das Lyceum in Hannover, das damals vom bekannten Keilschriftentzifferer Georg Friedrich Grotefend geleitet wurde, verließ es aber 1835 vor Beendigung des Kurses, um in Göttingen Altertums- und Geschichtswissenschaft zu studieren, wo er Mitglied des Corps Hannovera war. Zu Roschers Göttinger Professoren gehörten die Historiker Friedrich Christoph Dahlmann, Georg Gottfried Gervinus und Karl Otfried Müller.
Am 10. September 1838 wurde er mit einer geschichtswissenschaftlichen Dissertation unter dem Titel De historicae doctrinae apud sophistas maiores vestigiis promoviert (zu deutsch: Über die Spuren der historischen Lehre bei den älteren Sophisten). Er setzte seine Studien in Berlin bei den Historikern August Boeckh und Leopold von Ranke fort. Dort arbeitete er im historischen Seminar Rankes, dem er später wiederholt für erfahrene Förderung dankte. 1840 habilitierte sich Roscher für Geschichte und Staatswissenschaften an der Universität Göttingen. Bereits 1843 wurde er dort zum außerordentlichen und 1844 zum ordentlichen Professor ernannt.
Eine Vorlesung zu einem genuin historischen Thema gab er allerdings nur im ersten Semester über die „historische Kunst nach Thukydides“. Die Ergebnisse seiner eingehenden Beschäftigung mit dem antiken griechischen Historiker hielt er in dem 1842 erschienenen Werk „Leben, Werk und Zeitalter des Thukydides“ fest. Danach wandte er sich den Staatswissenschaften zu und hielt seit 1845 Lehrveranstaltungen zur Nationalökonomie, Geschichte der politischen Theorien, Politik, Statistik und Finanzen. Seine weiteren Vorlesungen und Werke lassen die Veränderung seines Forschungsschwerpunktes erkennen, wobei er seinen Interessenkreis im Verlauf seiner 54-jährigen Lehrtätigkeit immer wieder erweiterte. Ziel seiner wissenschaftlichen Tätigkeit war die Begründung einer Staatswissenschaft auf historischer Methode, welche die Entwicklungsgesetze der Volkswirtschaftslehre und des Staates aufzeigen sollte. Seine historische Herangehensweise bezog sich zunächst auf die Nationalökonomie, dann aber auch auf die Lehre von den Verfassungsformen des Staates. Diese „historische Methode“ stand im Gegensatz zu der „philosophischen Methode“ seiner Vorgänger. Mit Hilfe seiner Methode leitete er bestimmte Gesetzmäßigkeiten ab, die im Gegensatz zur Klassischen Nationalökonomie standen.
1848 folgte Roscher einem Ruf an die Universität Leipzig, die er, trotz auswärtiger Rufe nach München, Wien und Berlin, nicht mehr verließ. Zu den in Göttingen gehaltenen Vorlesungen kamen dort Vorlesungen zur Volkswirtschaftspolitik, die er später als „praktische Nationalökonomie und Wirtschaftspolizei“ bezeichnete, und seit 1871 eine Vorlesung über landwirtschaftliche Politik und Statistik hinzu. Außerdem ließ er der Statistik eine besondere Beachtung zukommen und hielt zwischen 1851 und 1869 zahlreiche Vorlesungskurse über vergleichende Statistik, vergleichende Staatskunde der sechs großen Mächte, vergleichende Statistik und Staatskunde von Deutschland, von Großbritannien und Frankreich und der europäischen Völker. Bald hielt er zudem Vorlesungen unter den Titeln: „Einleitung in das Studium der gesammten Rechts-, Staats- und Cameralwissenschaft“, „Geschichte der politischen (und sozialen) Theorien“, „Geschichte des Naturrechts, der Politik und Nationalökonomie“, „Grundlehren der praktischen Politik“, „Naturlehre des Staats“ und an Stelle der Letzteren seit 1870 die Vorlesung „Naturlehre der Monarchie, Aristokratie und Demokratie als Vorschule jeder praktischen Politik“.
1889, kurz nach Vollendung seines 71. Lebensjahres, wurde er auf seinen Antrag hin von seiner Lehrverpflichtung entbunden. Er hielt von da an nur noch öffentliche Vorlesungen zur Politik, denen er noch eine neue über „Armenpolitik und Armenpflege“ mit einer Einleitung zu Sozialismus und Kommunismus hinzufügte. Im Frühjahr 1894 stellte er seine akademische Tätigkeit ein.
Roscher wurde mit seinen Angehörigen in einem Ehrenbürgergrab auf dem Neuen Johannisfriedhof, VII. Abteilung, beerdigt.

## Familie
Roscher verheiratete sich am 23. April 1844 mit Constanze Neuendorff (* 22. Februar 1824 Güstrow; † 17. März 1914 in Leipzig), der Tochter des Ernst Georg Neuendorff (* 12. September 1776; † 24. September 1848) und dessen Frau Helene (geb. Schiller; * 10. November 1786; † 10. August 1875). Aus der Ehe stammen Kinder. Von diesen kennt man:
1. Sohn Wilhelm Heinrich Roscher
2. Sohn Karl Franz Georg Roscher (* 18. Juli 1846 in Göttingen; † 8. November 1920 in Dresden-Loschwitz), Dr. jur. königlich sächsischer wirklicher Regierungsrat und Ministerialdirektor im Ministerium des Inneren in Dresden, ⚭ 4. Mai 1882 in Augsburg mit Sophie Luise Frieda Edle von Weidenbach (* 12. Mai 1856 in Buttenhausen/Württemberg)
3. Tochter Helene Sophia Laura Albertine Wilhelmine Roscher (* 23. April 1849 in Leipzig; † 2. Mai 1865 ebenda)
4. Tochter Bertha Caroline Ida Roscher (* 23. Juli 1850 in Leipzig; † 21. Januar 1927 ebenda), ⚭ 18. April 1873 mit dem Professor für Sanskrit in Leipzig Ernst Windisch (* 4. September 1844 in Dresden; † 30. Oktober 1918 in Leipzig)
5. Tochter Therese Emilie Martha Constanze Roscher (* 11. Mai 1857 in Leipzig), ⚭ 25. Mai 1877 mit dem Rittergutsbesitzer in Weidlitz Dr. jur. Friedrich Hermann (* 19. Juli 1847 in Weidlitz; † 14. Mai 1917)

## Wirken
Roscher gilt mit Bruno Hildebrand und Karl Knies als der Begründer der älteren Historischen Schule der deutschen Volkswirtschaftslehre. Er entwickelte eine monistisch-teleologische Wirtschaftsstufentheorie (Natur – Arbeit – Kapital). Diese wurde von Karl Marx kritisiert, für den diese Theorie zu den von ihm so genannten Theorien der Vulgärökonomie zählte. Der klassischen Nationalökonomie setzte Roscher ein Konzept entgegen, das im historischen Zugang den einzig sinnvollen theoretischen Ansatz sieht und um die Herausstellung des Individuums als Wirtschaftsfaktor bemüht ist – hierin ist Roschers Konzept gerade von Max Weber kritisiert, aber auch weiterentwickelt worden.
Roscher unternahm erstmals den Versuch, das absolutistische Zeitalter zu periodisieren und der aufgeklärten Epoche eine gesonderte historische Stellung zuzuweisen. Als Epochenbegriff ist „Absolutismus“ seit 1847 daher maßgeblich von ihm geprägt worden. Er entwickelte die Vorstellung von einer historischen Stufenfolge, die mit einem „konfessionellem Absolutismus“ (16. Jh., Philipp II.) beginnt, in einen „höfischen Absolutismus“ (Zeitalter Ludwigs XIV.) übergeht und schließlich im „aufgeklärten Absolutismus“ (Friedrich II.) mündet. Diese Begriffe haben die Periodisierungsansätze in der Geschichtsforschung lange bestimmt; während inzwischen vom Epochenbegriff Absolutismus weitgehend Abstand genommen worden ist, gibt es einige Historiker, die den Begriff aufgeklärter Absolutismus nach wie vor nicht ersetzen möchten.
Sein Denken hatte starke Wurzeln im christlichen Glauben, wie u. a. die posthum herausgegebenen „Geistlichen Gedanken“ zeigen. Roscher, philosemitisch eingestellt und idealistisch romantisierend, unterstrich die herausragende und unentbehrliche Rolle des Judentums für den mittelalterlichen Handel, wodurch es seiner Ansicht nach zum ökonomischen Lehrmeister der europäischen Völker wurde.
Als Doktorvater beeinflusste er Karl Lamprecht.

## Auszeichnungen
- Königlich-Sächsischer Geheimrat und Ehrenbürger der Stadt Leipzig
- Ehrendoktorwürde: Dr. iur. h. c. (Königsberg, Bologna, Edinburgh); Dr. rer. pol. h. c. (Tübingen)
- Ehrenmitglied der Universitäten Kasan und Kiew
- ordentliches Mitglied der Sächsischen Akademie der Wissenschaften (1849)
- auswärtiges Mitglied der Bayerischen Akademie der Wissenschaften (1867)
- auswärtiges Mitglied der Göttinger Akademie der Wissenschaften (1888)
- korr. Mitglied der Österreichischen Akademie der Wissenschaften (1871)
- der Ungarischen Akademie der Wissenschaften
- der Mailänder Akademie der Wissenschaften
- der Schwedischen Akademie der Wissenschaften sowie
- der Accademia Nazionale dei Lincei
- Benennung der neuprojektierten Straße K des Bebauungsplans für die Nordvorstadt in Leipzig nach ihm in Roscherstraße (1898)[5]

## Werke (Auswahl)
- De historicae doctrinae apud sophistas majores vestigiis. Göttingen: Dieterich 1838 (Dissertation, Digitalisat von Google Bücher); Deutsch: Über die Spuren der historischen Lehre bei den älteren Sophisten (1838). Herausgegeben, aus dem Lateinischen übersetzt, mit Erläuterungen und einem Anhang versehen von Leonhard Bauer, Hermann Rauchenschwandtner und Cornelius Zehetner. Marburg: Metropolis 2002, ISBN 3-89518-376-8.
- Leben, Werk und Zeitalter des Thukydides. Göttingen: Vandenhoeck und Ruprecht 1842 (Digitalisat von Google Bücher).
- System der Armenpflege und Armenpolitik, 1840, Neuauflage 2018.
- Grundriß zu Vorlesungen über die Staatswirthschaft. Nach geschichtlicher Methode. Göttingen: Dieterich 1843 (Digitalisat von Google Bücher).
- Über Kornhandel und Teuerungspolitik, 3. Auflage, Stuttgart 1852.
- Zur Geschichte der englischen Volkswirtschaftslehre, Leipzig 1851, Nachtrag 1852.
- System der Volkswirthschaft. 5 Bände, Stuttgart: Cotta 1854 ff. (Digitalisate von Google Bücher für Band 1 und Band 2).
  - Band 1: Grundlagen, Stuttgart 1854.
  - Band 2: Ackerbau und die verwandten Urproduktionen, 1859.
  - Band 3: Handel und Gewerbefleiß, 1881.
  - Band 4: Finanzwissenschaft, 1886.
  - Band 5: Armenpflege und Armenpolitik, 1894.
- Kolonien, Kolonialpolitik und Auswanderung, 2. Auflage, Leipzig 1856; 3. Auflage mit Beiträgen von Jannasch, Leipzig 1885.
- Ansichten der Volkswirthschaft aus dem geschichtlichen Standpunkte. Leipzig, Heidelberg: C. F. Winter 1861 (Digitalisat von Google Bücher).
  - Darin: Zur Lehre von den Absatzkrisen. S. 279–398 (zuerst erschienen 1849).
- Zur Gründungsgeschichte des Zollvereins, Berlin 1870.
- Betrachtungen über die Währungsfrage der deutschen Münzreform, Berlin 1872.
- Geschichte der Nationaloekonomik in Deutschland. München: R. Oldenbourg 1874 (Digitalisat beim Internet Archive).
- Versuch einer Theorie der Finanzregalien, Leipzig 1884.
- Politik. Geschichtliche Naturlehre der Monarchie, Aristokratie und Demokratie, 1. und 2. Auflage, Stuttgart 1892.
- Geistliche Gedanken eines Nationalökonomen. Postum, Dresden 1896.